# Elmgreen & Dragset
 (septembre 2020).
La mise en forme du texte ne suit pas les recommandations de Wikipédia : il faut le « wikifier ».
Les points d'amélioration suivants sont les cas les plus fréquents. Le détail des points à revoir est peut-être précisé sur la page de discussion.
- Les titres sont pré-formatés par le logiciel. Ils ne sont ni en capitales, ni en gras.
- Le texte ne doit pas être écrit en capitales (les noms de famille non plus), ni en gras, ni en italique, ni en « petit »…
- Le gras n'est utilisé que pour surligner le titre de l'article dans l'introduction, une seule fois.
- L'italique est rarement utilisé : mots en langue étrangère, titres d'œuvres, noms de bateaux, etc.
- Les citations ne sont pas en italique mais en corps de texte normal. Elles sont entourées par des guillemets français : « et ».
- Les listes à puces sont à éviter, des paragraphes rédigés étant largement préférés. Les tableaux sont à réserver à la présentation de données structurées (résultats, etc.).
- Les appels de note de bas de page (petits chiffres en exposant, introduits par l'outil «  Source ») sont à placer entre la fin de phrase et le point final[comme ça].
- Les liens internes (vers d'autres articles de Wikipédia) sont à choisir avec parcimonie. Créez des liens vers des articles approfondissant le sujet. Les termes génériques sans rapport avec le sujet sont à éviter, ainsi que les répétitions de liens vers un même terme.
- Les liens externes sont à placer uniquement dans une section « Liens externes », à la fin de l'article. Ces liens sont à choisir avec parcimonie suivant les règles définies. Si un lien sert de source à l'article, son insertion dans le texte est à faire par les notes de bas de page.
- La présentation des références doit suivre les conventions bibliographiques. Il est recommandé d'utiliser les modèles {{Ouvrage}}, {{Chapitre}}, {{Article}}, {{Lien web}} et/ou {{Bibliographie}}. Le mode d'édition visuel peut mettre en forme automatiquement les références.
- Insérer une infobox (cadre d'informations à droite) n'est pas obligatoire pour parachever la mise en page.

Pour une aide détaillée, merci de consulter Aide:Wikification.
Si vous pensez que ces points ont été résolus, vous pouvez retirer ce bandeau et améliorer la mise en forme d'un autre article.

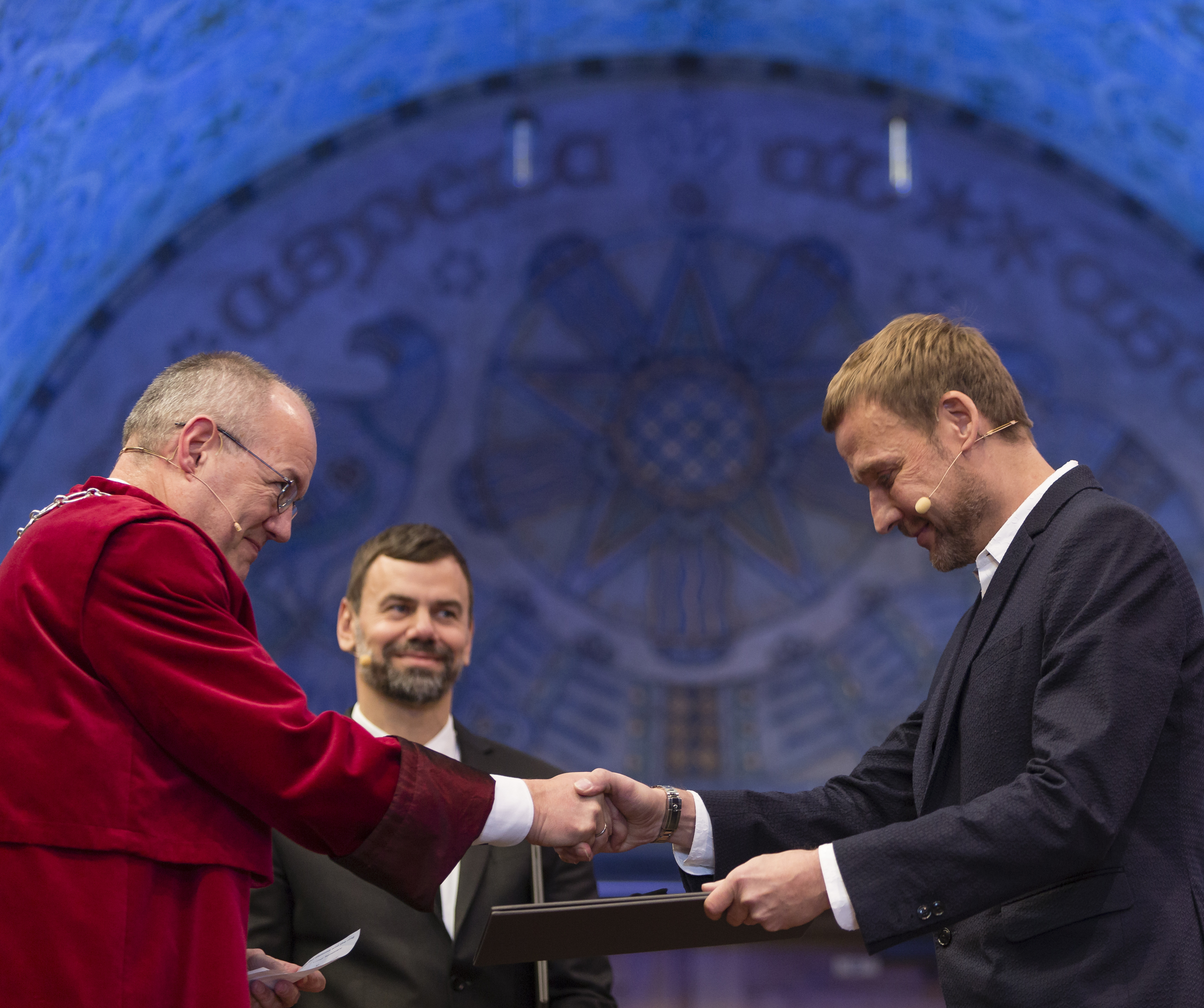
The artist duo Elmgreen & Dragset during the appointment of honorary doctorates at Norwegian University of Science and Technology in 2015

Michael Elmgreen né à Copenhague au Danemark et Ingar Dragset né à Trondheim en Norvège sont deux artistes plasticiens. Elmgreen & Dragset vivent et travaillent à Berlin. Leurs travaux explorent la relation entre l'art, l'architecture et le design. Ils sont connus pour leurs œuvres pleines d’esprit et témoignant d’un humour subversif, tout en abordant des préoccupations sociales et culturelles,.     

## Biographie
Le duo s'est rencontré à Copenhague en 1994. Michael Elmgreen, né dans cette ville en 1961, y travaillait alors en tant que poète, et Ingar Dragset, un Norvégien né en 1969, étudiait le théâtre. Ils ont commencé à collaborer en 1995 et se sont installés à Berlin en 1997. En 2006, ils ont acheté à la ville de Berlin une grande station de pompage de 1 000 m2 datant de 1924 située dans le quartier de Neukölln et l'ont transformée en studio. En 2008, Elmgreen a déménagé à Londres, et est revenu à Berlin en 2015.
Depuis 1997, les artistes ont présenté un grand nombre d'installations architecturales et sculpturales dans le cadre d’une série d'œuvres intitulée Powerless Structures. À travers la réalisation de galeries suspendues au plafond, enfoncées dans le sol ou encore retournées, cette série avait pour objet la subversion des conventions régissant l'espace du white cube. À l’occasion de la Biennale d'Istanbul en 2001, ils ont construit une maquette d’une Kunsthalle moderniste à échelle réelle. Cette installation descend dans le sol tout en se trouvant à l'extérieur parmi d'anciennes ruines. Leur travail a également été montré dans les Biennales de Berlin, Liverpool, Moscou, São Paulo, Singapour et Gwangju.
Parmi leurs expositions passées, nous pouvons également citer la transformation de la Fondation Bohen à New York en une station de métro de la 13e rue en 2004 ; leur projet le plus connu, Prada Marfa, une boutique Prada inaugurée en 2005 au milieu du désert texan ; et leur exposition The Welfare Show en 2005-2006 à la Serpentine Gallery, Londres / The Power Plant, Toronto / Bergen Kunsthalle, Norvège / Fondation BAWAG, Vienne, qui a été acclamée par la critique,,.
À l’occasion de la 53e Biennale de Venise en 2009, ils ont organisé l'exposition The Collectors dans les pavillons danois et nordique (comprenant la Norvège, la Suède et la Finlande) ; il s’agissait d’une fusion sans précédent de ces deux lieux d'exposition internationaux. À l’occasion de cette exposition, ils ont collaboré avec d’autres artistes tels que Maurizio Cattélan, Tom de Finlande, Han & Him, Laura Horelli, William E. Jones, Terence Koh, Klara Lidén, Jonathan Monk, Nico Muhly, Norway Says, Vibeke Slyngstad, Thora Dolven Balke, Nina Saunders et Wolfgang Tillmans.
En 2011, leur sculpture Powerless Structures, Fig. 101 a été choisie comme lauréate de la Commission du Quatrième Socle pour être exposée sur le Quatrième socle de Trafalgar Square à Londres. Cette sculpture en bronze représentant un garçon chevauchant un cheval à bascule cherche à remettre en question la tradition des monuments de guerre construits pour célébrer une victoire ou pour commémorer une défaite. L'œuvre est maintenant installée de façon permanente à l'extérieur du Musée d'art moderne d'Arken.
En 2013, ils ont organisé un vaste programme d'art public à Munich intitulé A Space Called Public/Hoffentlich Öffentlich et ont transformé les anciennes galeries textiles du Victoria & Albert Museum en la maison familiale d’un architecte imaginaire, Norman Swann. Leur série d'expositions Biography a eu lieu en 2014-2015 au Astrup Fearnley Museet, à Oslo et à la Statens Museum fur Kunst, à Copenhague. Inspirés par les idées du philosophe Gilles Deleuze, les artistes ont transformé le Leeum à Séoul en un aéroport à l’occasion de leur exposition Aéroport Mille Plateaux en 2015.
Pour leur exposition The Well Fair Show en 2016, le duo a transformé le centre pour l’art contemporain Ullens de Pékin en une foire d'art fictive. En 2016 également, les artistes ont installé la Van Gogh Ear au Rockefeller Center de New York ; cette piscine vide de 9 mètres de haut se tient debout sur son côté le plus court et est soutenue par une construction visible à l’arrière. 

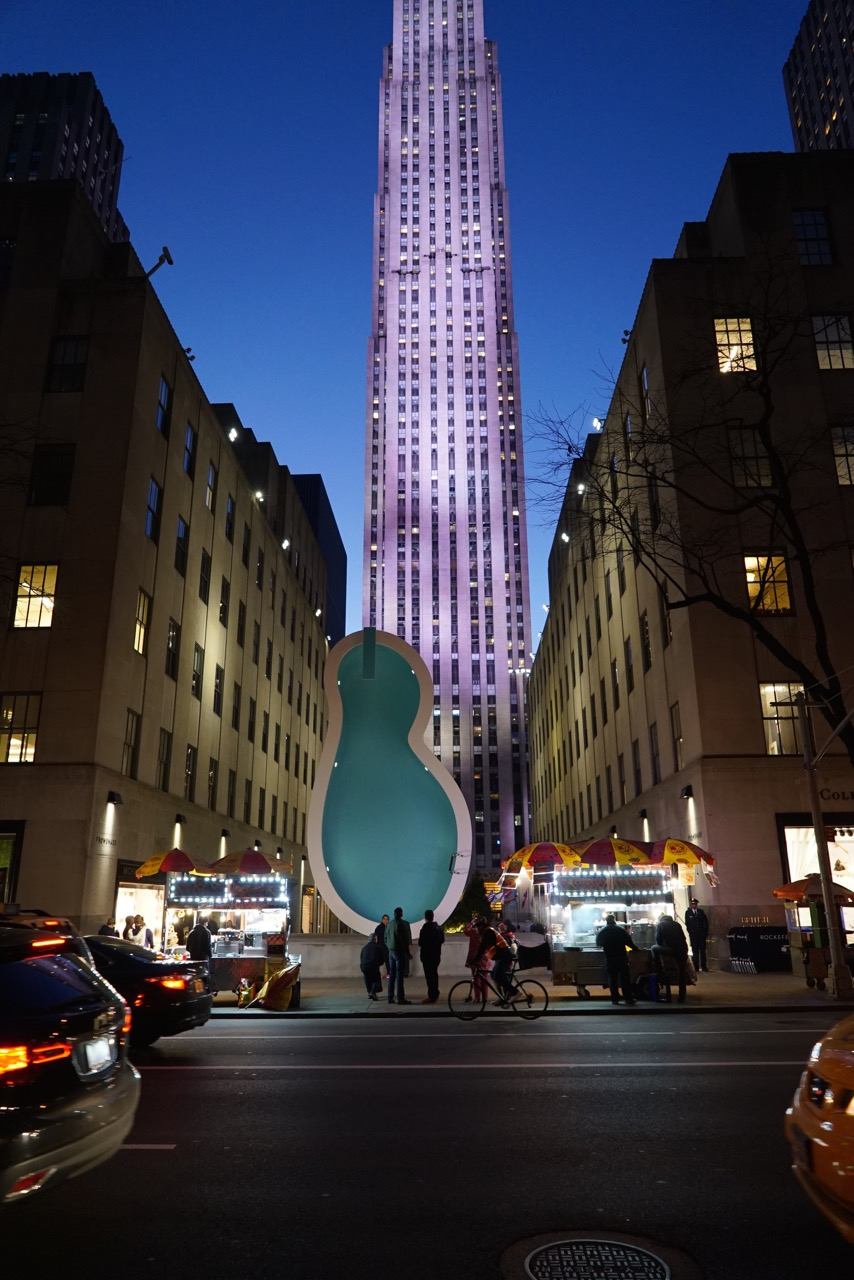
Van Gogh's Ear, 2016, in New York City's Rockefeller Center

En 2018, la Whitechapel Gallery a accueilli This is How We Bite Our Tongue, la première exposition rétrospective de l’œuvre des artistes au Royaume-Uni. L'exposition consistait en une exposition des sculptures emblématiques de l’œuvre du duo et en une installation immersive conçue spécifiquement pour ce site : The Whitechapel Pool. Le rez-de-chaussée de la galerie londonienne s’est ainsi vu transformé en une piscine publique abandonnée datant de 1901 et dont l’existence est menacée par la gentrification croissante de l'Est de Londres. 

## Installations permanentes
En 2003, Elmgreen & Dragset ont remporté le concours organisé par le gouvernement allemand pour la réalisation d’un mémorial à la mémoire des victimes homosexuelles du régime nazi. Ce mémorial situé dans le parc du Tiergarten à Berlin a été inauguré en mai 2008,.
Plusieurs de leurs sculptures sont maintenant installées de façon permanente. C’est notamment le cas de l’œuvre réalisée pour le quatrième socle, maintenant exposée à l'extérieur du Musée d'art moderne Arken ; de Prada Marfa (2005), sur l'autoroute 90 aux États-Unis, au Texas ; de Dilemma, une sculpture conçue spécifiquement pour le site et représentant un garçon sur un haut plongeoir surplombant un fjord dans la périphérie d'Oslo ; et de Han, une sculpture en acier poli représentant un jeune homme sur un rocher situé au centre du port de Helsingør au Danemark. Han a été installée en 2012 et est inspirée de la célèbre Petite Sirène (statue) d'Edvard Eriksen. La figure est assise dans une pose similaire, défiant ainsi les représentations conventionnelles de la masculinité,.

## Performances
En 2007, à l’occasion du Skulptur Projekte Münster, Elmgreen & Dragset ont écrit et mis en scène Drama Queens, une pièce de théâtre sur l'histoire de l'art du XXe siècle dans laquelle interagissent six versions télécommandées de sculptures emblématiques. Lors de la Frieze Art Fair de 2008, ils ont mis en scène Drama Queens au théâtre Old Vic à Londres, cette fois-ci accompagnée des voix de stars de la scène comme Kevin Spacey. 

## Reconnaissance

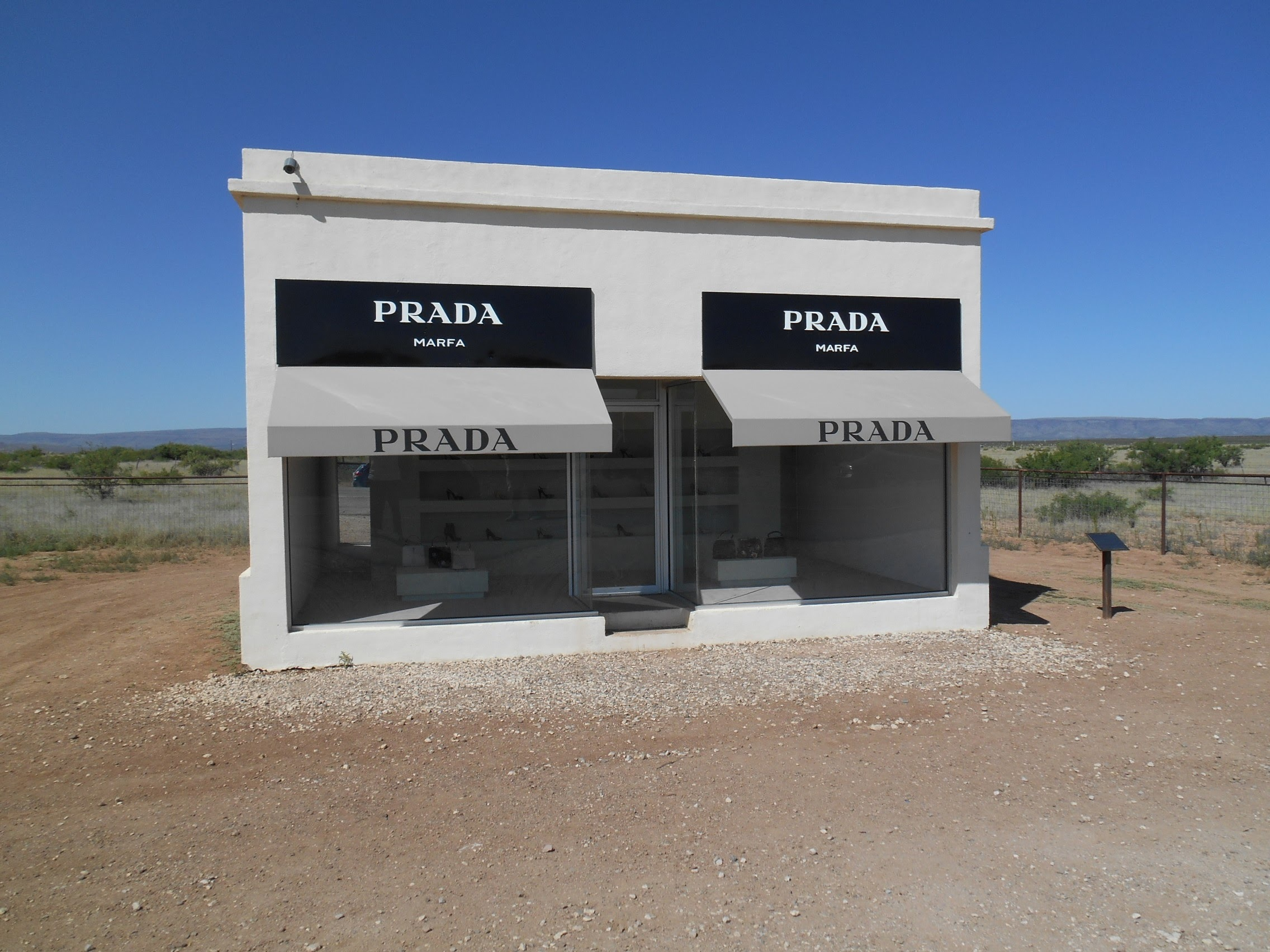
Prada-1346603 1280.

Elmgreen & Dragset ont été nommés pour le prix Hugo Boss en 2000 et ont remporté le Preis der Nationalgalerie à la Hamburger Bahnhof de Berlin en 2002. Les artistes ont également reçu le prix Arken en 2006. En 2009, Elmgreen & Dragset ont reçu une mention spéciale à la Biennale de Venise pour The Collectors, leur exposition élaborée pour les pavillons danois et nordique. Pour cette même exposition, ils ont également reçu le prix de la Critique d'art de l'Association norvégienne de la critique.
En 2012, ils ont remporté la médaille Eckersberg et ont également reçu la bourse Carl Nielsen et Anne Marie Carl-Nielsen à l'occasion de leur exposition à Den Frie à Copenhague.
En 2015, ils ont reçu un doctorat honorifique de l'Université norvégienne des sciences et des technologies (NTNU),. 

## Expositions personnelles
- Bonne chance, Centre Pompidou-Metz, du 10 juin 2023 au 1er avril 2024[28]

2019
·       "Sculptures", Nasher Sculpture Center, Dallas, Texas, EU.
·       "It's Not What You Think", Foundation Blueproject, Barcelone, Espagne.
·       "Adaptations", Kukje Gallery, Séoul, Corée.
·       "Overheated", Galleria Massimo De Carlo, Hong Kong.
2018
·       "This Is How We Bite Our Tongue", Whitechapel Gallery, Londres, Royaume-Uni.
·       "It's Never Too Late To Say Sorry", Aspen Museum of Art, Aspen, EU
·       "To Whom It May Concern", FIAC Hors les Murs, Place Vendôme, Paris, France
·       "Elmgreen & Dragset", Galerie Perrotin, Paris, France
·       "We Are Not Ourselves", Cristina Guerra Contemporary Art, Lisbonne, Portugal
2017
·       "Die Zugezogenen", Museum Haus Lange, Kunstmuseen Krefeld, Krefeld, Allemagne
·       "Dilemma", Ekebergparken, Oslo, Norvège
2016
·       "The Well Fair", Ullens Center for Contemporary Art, Pékin, Chine
·       "Van Gogh's Ear", Public Art Fund, Rockefeller Center, New York, EU
·       "Powerless Structures", Musée d’art de Tel Aviv, Tel Aviv, Israël
·       "Elmgreen & Dragset present Galerie Perrotin at the Grand Palais", Grand Palais, Paris, France
·       "Changing Subjects", The FLAG Art Foundation, New York, EU
2015
·       "Aéroport Mille Plateaux", PLATEAU Musée d’Art Samsung, Seoul, Korea
·       "Self-Portraits", Victoria Miro Gallery, Londres, Royaume-Uni
·       "Stigma", Galleria Massimo De Carlo, Londres, Royaume-Uni
·       "Stigma", Galleria Massimo De Carlo, Milan, Italie
·       '"Lot", Galería Helga de Alvear, Madrid, Espagne
·       "Past Tomorrow", Galerie Perrotin, New York, EU
2014
·       "Biography", Statens Museum fur Kunst, Copenhagen, Danemark
·       “Biography”, Astrup Fearnley Museet, Oslo, Norvège
·       "The Old World", Galerie Perrotin, Hong Kong
2013
·       "Tomorrow", Victoria and Albert Museum, Londres, Royaume-Uni
·       "A Space Called Public", Munich (curated by Elmgreen & Dragset), Allemagne
2012
·       "Harvest", Victoria Miro Gallery, Londres, Royaume-Uni
·       "Han", permanent public artwork installed at Kulturværftet, Helsingør, Danemark
·       "Powerless Structures, Fig. 101", The Fourth Plinth, Trafalgar Square, Londres, Royaume-Uni
2011
·       "Happy Days in the Art World", Performa 11, New York, EU / Tramway, Glasgow, Écosse
·       "The One & The Many", Boijmans Van Beuningen Museum, Rotterdam, Pays-Bas
·       "Amigos", Galería Helga de Alvear, Madrid, Espagne
·       "The Afterlife of the Mysterious Mr. B", Galerie Emmanuel Perrotin, Paris, France
·       "Elmgreen & Dragset", The Thorvaldsen Museum, Copenhague, Danemark
·       "It's Never Too Late to Say Sorry", daily performance, Sculpture International Rotterdam, Rotterdam, Pays-Bas
·       "Silent wishes and broken dreams", Bayerische Staatsoper, Munich, Allemagne
2010
·       "Celebrity: The One & The Many", ZKM | Center for Art and Media, Karlsruhe, Allemagne
2009
·       "The Collectors" – The Danish and Nordic Pavilions, 53rd Venice Biennale, Venise, Italie
·       "Drama Queens", Centre Pompidou, Paris, France
·       "Trying to Remember What We Once Wanted to Forget", MUSAC, León, Espagne
2008
·       "Too Late", Victoria Miro Gallery, Londres, Royaume-Uni
·       "Drama Queens", Old Vic Theatre, Londres, Royaume-Uni
·       "Home is the Place You Left", Trondheim Kunstmuseum, Trondheim, Norvège
·       "Gedenkort für die im Nazionalsozialismus verfolgten Homosexuellen", Berlin, Allemagne
·       "Side Effects", Galerie Emmanuel Perrotin, Paris, France.
2007
·       "This is the first day of my life" Malmö Konsthalle, Malmö, Suède
·       "Ti sto pensando", Villa Manin, Centre for Contemporary Art, Passariano, Italie
·       "A Change Of Mind", Kunst am Bauzaun, Museion Bozen, Italie
2006
·       "The Welfare Show", Serpentine Gallery, London/The Power Plant, Toronto, Ontario, Canada
·       "Disgrace", Galerie Emmanuel Perrotin, Miami, EU
·       "The Incidental Self", Taka Ishii Gallery, Tokyo, Japon
·       "Would You Like Your Eggs A Little Different This Morning ?", Galleria Massimo De Carlo, Milan, Italie
2005
·       "Prada Marfa", Art Production Fund/Ballroom Marfa, Marfa, Texas, EU
·       "The Brightness of Shady Lives", Galeria Helga de Alvear, Madrid, Espagne
·       "The Welfare Show", Bergen Kunsthall, Bergen, Norway / BAWAG Foundation, Vienne, Autriche
·       "Forgotten Baby", Wrong Gallery, New York, EU
·       "End Station", Bohen Foundation, New York, EU
·       "Linienstrasse 160, Neue Mitte", Klosterfelde, Berlin, Allemagne 
2004
·       "Intervention 37", Sprengel Museum, Hanovre, Allemagne
·       "Blocking The View", Tate Modern Gallery, Londres, Royaume-Uni
·       "Moving Energies" - Aspekte der Sammlung Olbricht: Michael Elmgreen & Ingar Dragset, Museum Folkwang Essen, Essen, Allemagne
2003
·       "Paris diaries", Galerie Emmanuel Perrotin, Paris, France
·       "Phone Home", Tanya Bonakdar Gallery, New York, EU
·       "Short Cut", Nicola Trussardi Foundation, Milan, Italie
·       "Spaced out", Portikus, Frankfurt am Main, Allemagne
·       "Please, Keep Quiet", Galleri Nicolai Wallner, Copenhague, Danemark
·       "Constructed Catastrophes, Fig. 2", CCA, Kitakyushu, Japon
·       "Don't leave me this way", Galerie Emmanuel Perrotin, Paris, France
2002
·       "How are You Today", Galleria Massimo de Carlo, Milan, Italie
·       "Powerless Structures, Fig. 229", Galeria Helga de Alvear, Madrid, Espagne
·       "Museum", Sala Montcada/Fundacio La Caixa, Barcelone, Espagne
·       "Suspended Space", Taka Ishii Gallery, Tokyo, Japon
·       CGAC, Saint-Jacques de Compostèle, Espagne
2001
·       "Taking Place", Kunsthalle Zürich, Zürich, Suisse
·       "Opening Soon", Tanya Bonakdar Gallery, New York, EU
·       "A Room Defined by its Accessibility", Statens Museum for Kunst, Copenhague, Danemark
·       Galleri Nicolai Wallner, Copenhagen, Danemark
·       "Linienstrasse 160", Klosterfelde, Berlin, Allemagne
·       "Powerless Structures, Fig. 111", Portikus, Francfort, Allemagne
2000
·       "Zwischen anderen Ereignissen", Galerie für Zeitgenössische Kunst Leipzig, Allemagne
·       Roslyn Oxley9 Gallery, Sydney, Australie
1999
·       Galleri Nicolai Wallner, Copenhagen, Danemark
·       "Powerless Structures, Fig. 57-60", The Project, New York, EU
1998
·       "Dug Down Gallery / Powerless Structures, Fig. 45", Galleri i8 & Reykjavik Art Museum, Reykjavik, Islande
1997
·       "Powerless Structures", Galleri Campbells Occasionally, Copenhague, Danemark
·       "Twelve Hours of White Paint/Powerless Structures, Fig. 15", Galleri Tommy Lund, Odense, Danemark

## Expositions collectives
2019
·       "There I Belong. Hammershøi by Elmgreen & Dragset", Statens Museum fur Kunst, Copenhague, Danemark
·       "Sculpture Milwaukee", Wisconsin, EU
·       "Art's Biggest Stage: Collecting the Venice Biennale 2007-2019", Clark Art Institute, Massachusetts, EU
·       "Art & Porn", ARoS Aarhus Kunstmuseum, Aarhus, Danemark
·       "Art & Porn", Kunsthalle Charlottenborg, Copenhagen, Danemark
·       "Blickachsen 12", Bad Homburg, Allemagne
·       "Political Affairs - Language is not innocent", Kunstverein, Hambourg, Allemagne
·       "A Cool Breeze", Galerie Rudolfinium, Prague, République tchèque
·       "Grand Hotel Abyss", steirischerherbst'19, Graz, Autriche
·       "La Source", Villa Carmignac, Porquerolles, France
·       "Tainted Love", Villa Arson, Nice, France
·       "Schöne Sentimenten", Museum Dhondt-Dhaenens, Sint-Martens-Latem, Belgique
2018
·       "Like Life: Sculpture, Color, and the Body", The Met Breuer, New York, EU
·       "Beyond Bliss", Bangkok Art Biennial, Bangkok, Thaïlande
·       "Soziale Fassaden", MMK Frankfurt am Main, Allemagne
·       "Minimalism: Space. Light. Object.", National Gallery of Singapore, Singapore
·       "Far From Home", ARoS Aarhus Kunstmuseum, Aarhus, Danemark
·       "No Place Like Home", Museu Coleção Berardo, Lisbonne, Portugal
·       "Zeitspuren – The Power of Now", Kunsthaus Centre d’Art Pasquart, Biel/Bienne, Suisse
·       "Talk Show Festival", La Panacée MoCo, Montpellier, France
·       "Ngorongoro II", Berlin, Allemagne
2017
·       "WAITING. Between Power and Possibility", Hamburger Kunsthalle, Hambourg, Allemagne
·       "No Place Like Home", Israel Museum, Jerusalem, Israël
·       "Cool, Calm and Collected", ARoS Aarhus Kunstmuseum, Aarhus, Danemark
·       "Commissions from Performa’s Archives", Whitechapel Gallery, Londres, Royaume-Uni
·       "Kuss. Von Rodin bis Bob Dylan", Bröhan Museum, Berlin, Allemagne
·       "OVER THE RAINBOW", Praz Delavallade, Los Angeles, Californie, EU
·       "Die Schönheit im Anderen/The Beauty of Difference", Schloss Lieberose, Lieberose, Allemagne
·       "Meet me in Heaven", Schloss Tüßling, Tüßling, Allemagne
·       "THE GARDEN: End of Time; Beginning of Time", ARoS Aarhus Kunstmuseum, Aarhus, Danemark
·       "The Beguiling Siren is Thy Crest", Museum of Modern Art, Varsovie, Pologne
·       "Physical Mind Restless Hands", Galerie Micky Schubert, Berlin, Allemagne
2016
·       "The Others", König Galerie, Berlin, Allemagne
·       "Animality", Marian Goodman Gallery, Londres, Royaume-Uni
·       "Protest", Victoria Miro Gallery, Londres, Royaume-Uni
·       "Moved", Taka Ishii Gallery, Tokyo, Japon
·       "No Man is an Island – The Satanic Verses", ARoS Aarhus Kunstmuseum, Aarhus, Danemark
·       "Staged! Spectacle and Role Playing in Contemporary Art", Kunsthalle München, Munich, Allemagne
·       "ta.bu", Maison Particulière Art Center, Bruxelles, Belgique
2015
·       "What We Call Love, From Surrealism to Now", performance piece, Irish Museum of Modern Art, Dublin, Irlande.
·       “Man in the Mirror”, Vanhaerents Art Collection, Bruxelles, Belgique
·       “Poor Art–Rich Legacy. Arte Povera and parallel practices 1968–2015”, Museum of Contemporary Art, Oslo, Norvège
·       “Slip of the Tongue”, Punta Della Dogana, Venise, Italie
·       “Panorama”, High Line Art, New York, EU
·       “Infinite Experience”, Museo de Arte Latinoamericano de Buenos Aires (MALBA), Buenos Aires, Argentine
·       “Days push off into nights”, Spring Workshop, Hong Kong
·       “All the World’s a Stage. Works from the Goetz Collection”, Fundación Banco Santander, Madrid, Espagne
·       “No Hablaremos de Picasso”, Palacio Municipal Kiosko Alfonso, A Coruña, Espagne
·       “more Konzeption Conception now”, Museum Morsbroich, Allemagne
2014
·       “Power Memory People – Memorials of Today”, KØS Museum of Art in Public Spaces, Køge, Danemark
·       “GOLD”, Bass Museum of Art, Miami, EU
·       “do it Moscow”, Independent Curators International, Garage Museum of Contemporary Art, Moscou, Russie
·       “Man in the Mirror”, Vanhaerents Art Collection, Bruxelles, Belgique
·       “Attention Economy”, Kunsthalle Wien, Vienne, Austriche
·       “Do Not Disturb”, Gerhardsen Gerner Gallery, Oslo, Norvège
·       “LOVE AIDS RIOT SEX II, Art Aids Activism from 1995 until today”, NBGK | Neue Gesellschaft für bildende Kunst, Berlin, Allemagne
2013
·       “Mom, am I barbarian?”, 13th Istanbul Biennial, Istanbul, Turquie
·       “auf Zeit”, Staatliche Kunsthalle Baden-Baden, Baden Baden, Allemagne
2012
·       "Nude Men", Leopold Museum, Vienne, Austriche
·       "Common Ground", Public Art Fund, New York, EU
·       Liverpool Biennial, Liverpool, Royaume-Uni
·       “TRACK – A contemporary city conversation”, S.M.A.K., the Museum of Contemporary Art, Ghent, Belgique
2011
·       "Untitled" (12th Istanbul Biennial), Istanbul, Turquie
·       "You Are Not Alone", Foundation Joan Miró , Barcelone, Espagne
2010
·       "Fourth Plinth Commission, Six new proposals", The Foyer, St. Martin-in-the-Fields, Londres, Royaume-Uni

## Collections
Les œuvres d'Elmgreen & Dragset font partie de la collection permanente de plusieurs musées à travers le monde, dont : 
- Hamburger Bahnhof – Museum für Gegenwart, Berlin, Allemagne
- Kunstmuseen Krefeld, Krefeld, Allemagne y[29]
- Collectors Room Berlin, Berlin, Allemagne
- Museum für Moderne Kunst, Francfort-sur-le-Main, Allemagne
- Pinakothek der Moderne, Munich, Allemagne
- Staatliche Kunstsammlungen Dresden, Dresde, Allemagne
- Städel Museum, Francfort-sur-le-Main, Allemagne
- Mumok, "Museum of modern art, Ludwig Foundation, Vienne, Autriche
- TBA21 Thyssen-Bornemisza Art Contemporary, Vienne, Autriche [30]
- National Gallery of Canada, Ottawa, Canada
- Anyang Foundation for Culture & Arts, Anyang, Corée du Sud [31]
- Leeum, Samsung Museum of Art, Seoul, Corée du Sud
- K11 Art Foundation, Hong Kong SAR, Chine
- Arken Museum of Modern Art, Ishøj, Danemark
- ARoS Aarhus Kunstmuseum, Aarhus, Danemark
- KØS Museum of art in public spaces, Køge, Danemark
- KUNSTEN Museum of Modern Art Aalborg, Aalborg, Danemark
- Louisiana Museum of Modern Art Humlebaek, Danemark
- National Gallery of Denmark, Statens Museum for Kunst, Copenhague, Danemark
- MUSAC Museo de Arte Contemporáneo de Castilla y León, León, Espagne
- Art Production Fund/ Ballroom Marfa, Marfa, Texas, EU
- Chazen Museum of Art, Madison, Wisconsin, EU
- Denver Art Museum, Denver, Colorado, EU
- Museum of Contemporary Art, Chicago, Chicago, Illinois, EU
- Nevada Museum of Art, Reno, Nevada, EU
- EMMA – Espoo Museum of Modern Art, Espoo, Finlande
- Fonds national d'art contemporain, Paris, France
- Tel Aviv Museum of Art, Tel Aviv, Israel
- Israel Museum, Jerusalem, Israel
- Museion, Bolzano, Italie
- Fukutake Art Museum Foundation, Naoshima, Japon[32]
- Zuzeum Art Centre, Riga, Lettonie
- Aïshti Foundation, Beyrouth, Liban[33]
- Colección Jumex, Fundación Jumex Arte Contemporáneo, Mexico, Mexique
- Astrup Fearnley Museum of Modern Art, Oslo, Norvège
- Bergen Kunsthall, Bergen, Norvège [34]
- Ekebergparken Sculpture Park, Oslo, Norvège
- Kistefos-Museet, Jevnaker, Norvège [35]
- National Museum of Art, Architecture and Design, Nasjonalmuseet, Oslo, Norvège
- Trondheim Art Museum, Trondheim, Norvège
- Kunsthalle Praha, Prague, République-Tchèque [36]
- Zabludowicz Collection, Londres, Royaume-Uni [37]
- Malmö Art Museum, Malmö, Suède
- Moderna Museet, Stockholm, Suède
- Migros Museum of Contemporary Art, Zurich, Suisse
- Kunsthalle Zürich, Zurich, Suisse

## Commissions
·       Powerless Structures, Fig. 101, Mayor of London's Fourth Plinth Commission, Trafalgar Square, Londres, Royaume-Uni, 2012
·       Han, une commande de la ville de  Helsingør, la sculpture est installée dans le centre du port en tant que protagnoiste de Kulturhavn Kronborg,   
2012
·       Maison Louis Vuitton à New Bond Street et bibliothèque Louis Vuitton, Londres, 2012
·       To Whom It May Concern, FIAC HORS LES MURS, Place Vendôme, Paris, 2018
·       Van Gogh’s Ear, Rockefeller Center, New York, EU,  2016

## Catalogues
·       Elmgreen & Dragset: Sculptures (Berlin: Hatje Cantz Verlag, 2019).  (ISBN 9783775746229)
·       Elmgreen & Dragset (Londres: Phaidon, 2019).  (ISBN 9780714875712)
·       This Is How We Bite Our Tongue (Londres : Whitechapel Gallery, 2018).  (ISBN 9780854882656)
·       15th Istanbul Biennial: a good neighbour: Exhibition and Stories (Istanbul: Istanbul Foundation for Culture and the Arts, 2017).  (ISBN 9786055275372)
·       Die Zugezogenen (Londres: Koenig Books, 2017).  (ISBN 9783960981930)
·       The Others (Berlin: König Galerie / Londres: Koenig Books, 2017).  (ISBN 9783960980698)
·       The Well Fair, Elmgreen & Dragset (Londres: Koenig Books / Pékin: Ullens Center for Contemporary Art, 2016).  (ISBN 9783863358952)
·       Aéroport Mille Plateaux, Elmgreen & Dragset (Séoul: PLATEAU, Samsung Museum of Art, 2015).  (ISBN 9788985468527)
·       Biography, Elmgreen & Dragset (Ostfildern: Hatje Cantz, 2014).  (ISBN 9783775738651)
·       Biography (reader), Elmgreen & Dragset, Gunnar B. Kvaran et Kjersti Solbakken, eds. (Berlin: Archive Books, 2014).  (ISBN 9783943620184)
·       A Space Called Public, Elmgreen & Dragset, eds. (Köln: Verlag der Buchhandlung Walther König, 2013).  (ISBN 9783863354398)
·       Elmgreen & Dragset: Trilogy, Peter Weibel and Andreas F. Beitin, eds., exh. cat., ZKM Center for Art and Media, Karlsruhe (Londres: Thames & Hudson, 2011).  (ISBN 9783865609083)
·       Elmgreen & Dragset: Performances: 1995-2011, Anita Iannacchione, ed. (Köln: Verlag der Buchhandlung Walther König, 2011).  (ISBN 9783863350994)
·       Elmgreen & Dragset: This is the First Day of My Life, Anna Stüler, ed. (Ostfildern: Hatje Cantz Verlag, 2008).  (ISBN 9783775720502)
·       Home is the Place You Left, Elmgreen & Dragset, Trondheim Kunstmuseum (Cologne: Verlag der Buchhandlung Walther König, 2008).  (ISBN 9783865604736)
·       Prada Marfa, Elmgreen & Dragset (Cologne: Verlag der Buchhandlung Walther König, 2007). - n’est plus édité.  (ISBN 9783865601957)
·       The Welfare Show, Elmgreen & Dragset (Cologne: Verlag der Buchhandlung Walther König, 2006). - n’est plus édité.  (ISBN 9783883759678)
·       Taking Place, Beatrix Ruf, ed., exh. cat. Kunsthalle Zürich (Ostfildern: Hatje Cantz Verlag, 2002). – n’est plus édité.  (ISBN 9783775711562)
·       Zwischen anderen Ereignissen, exh. cat. (Leipzig : Galerie für Zeitgenössische Kunst, 2000). - n’est plus édité.
·       Powerless Structures exh. cat. (1998). - n’est plus édité.

## Images

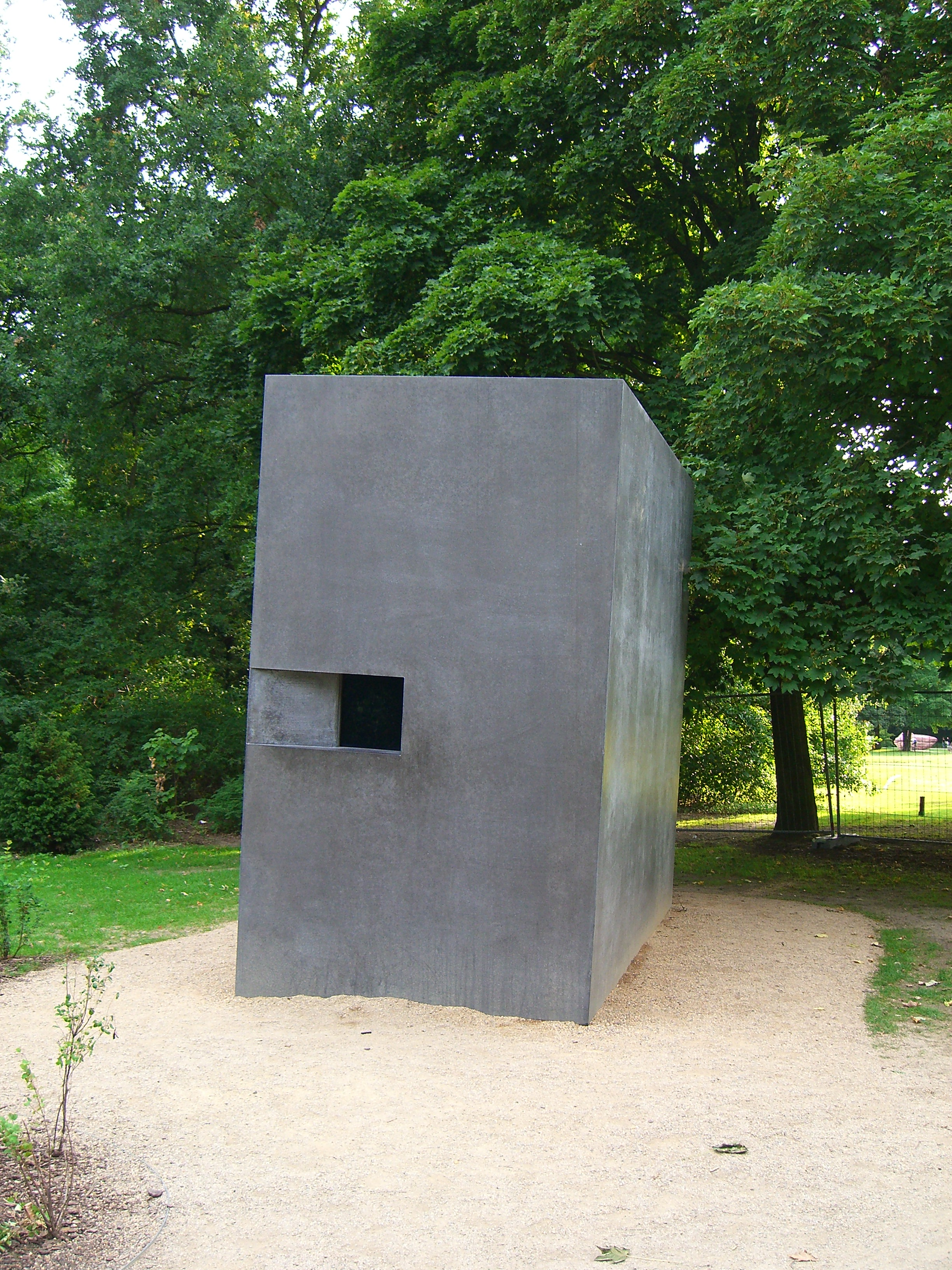
Mémorial pour les homosexuels persécutés par les Nazis par Elmgreen & Dragset.
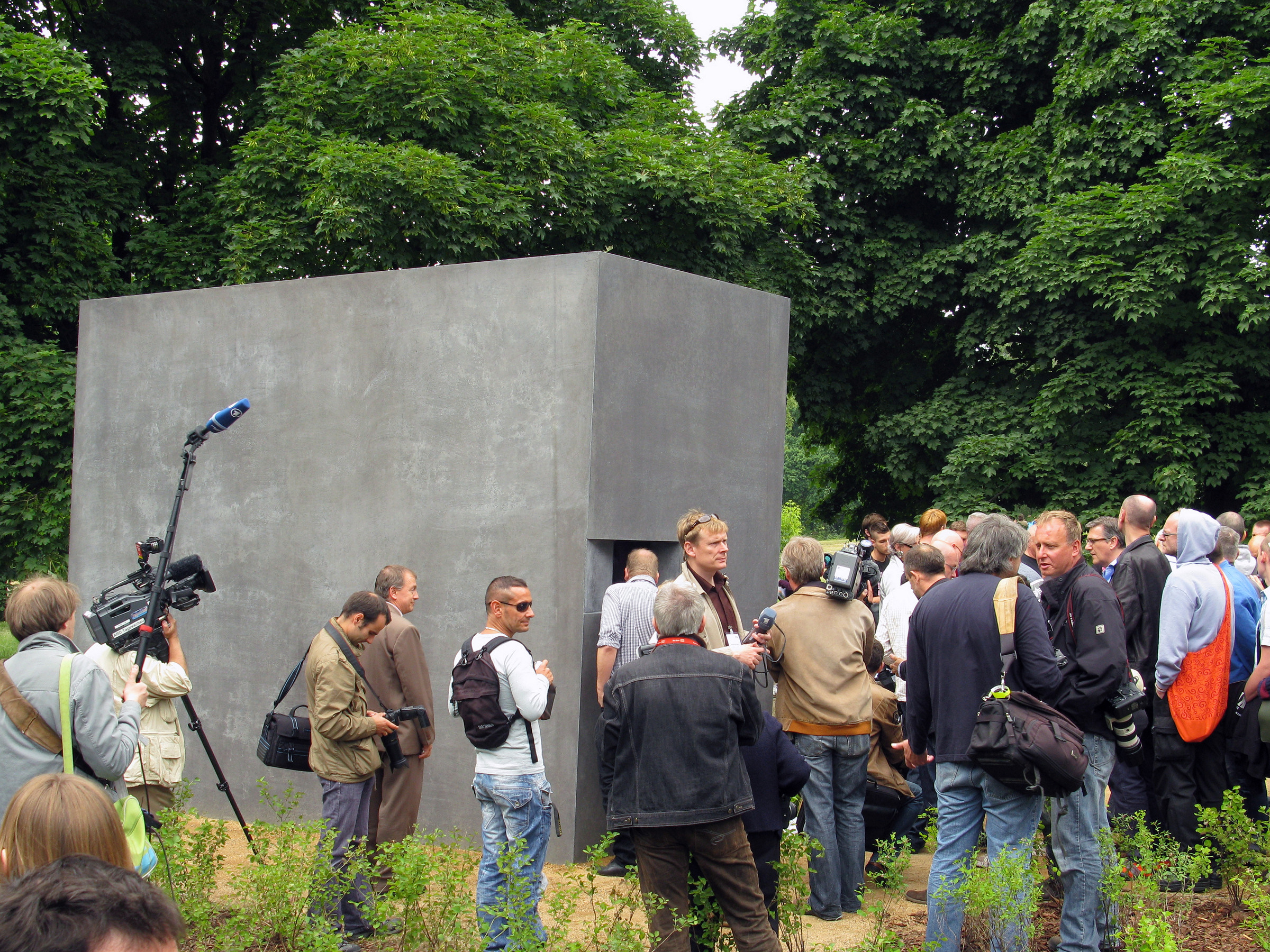
L'inauguration du mémorial le 27 mai 2008.
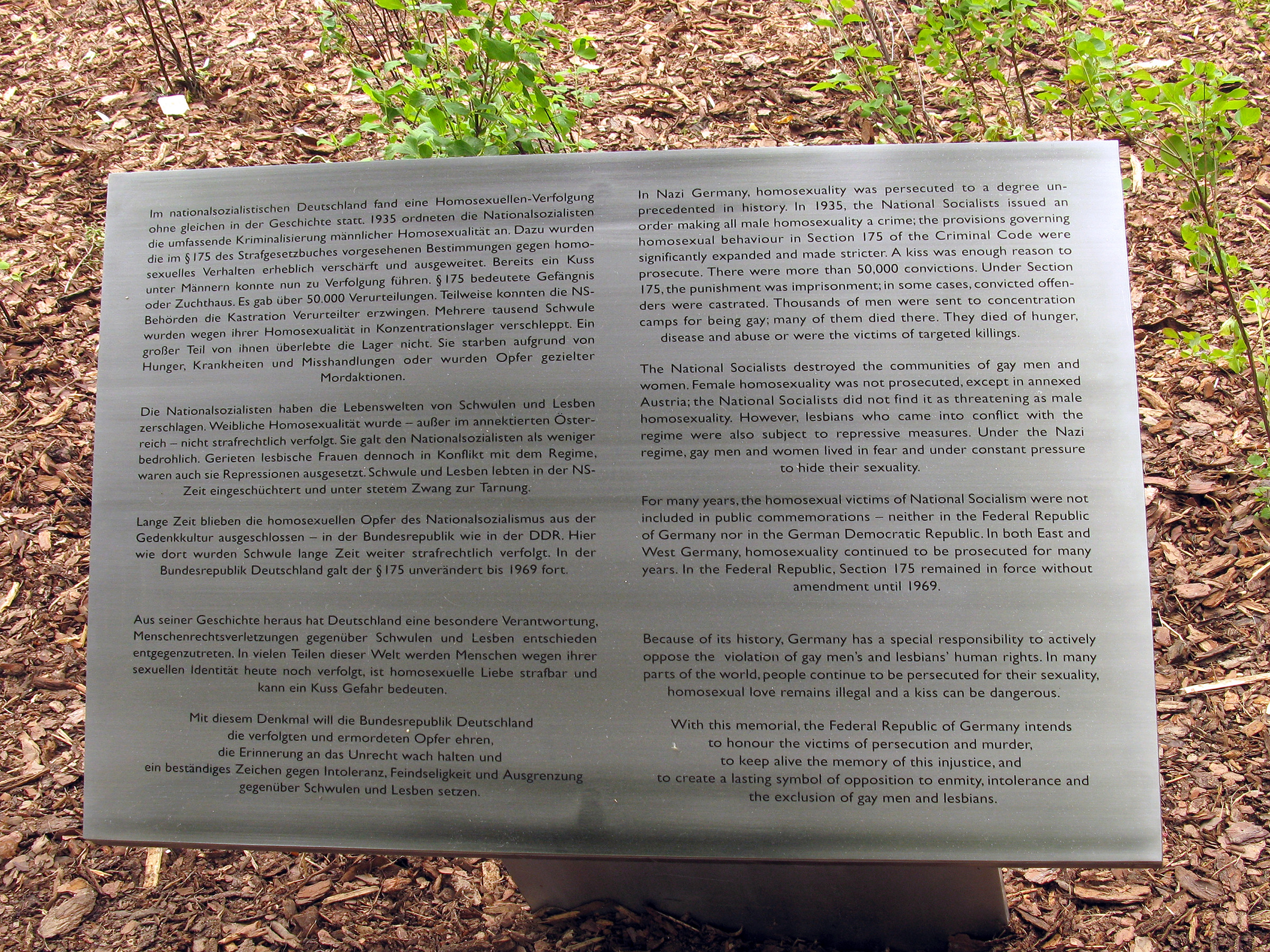
Le panneau.
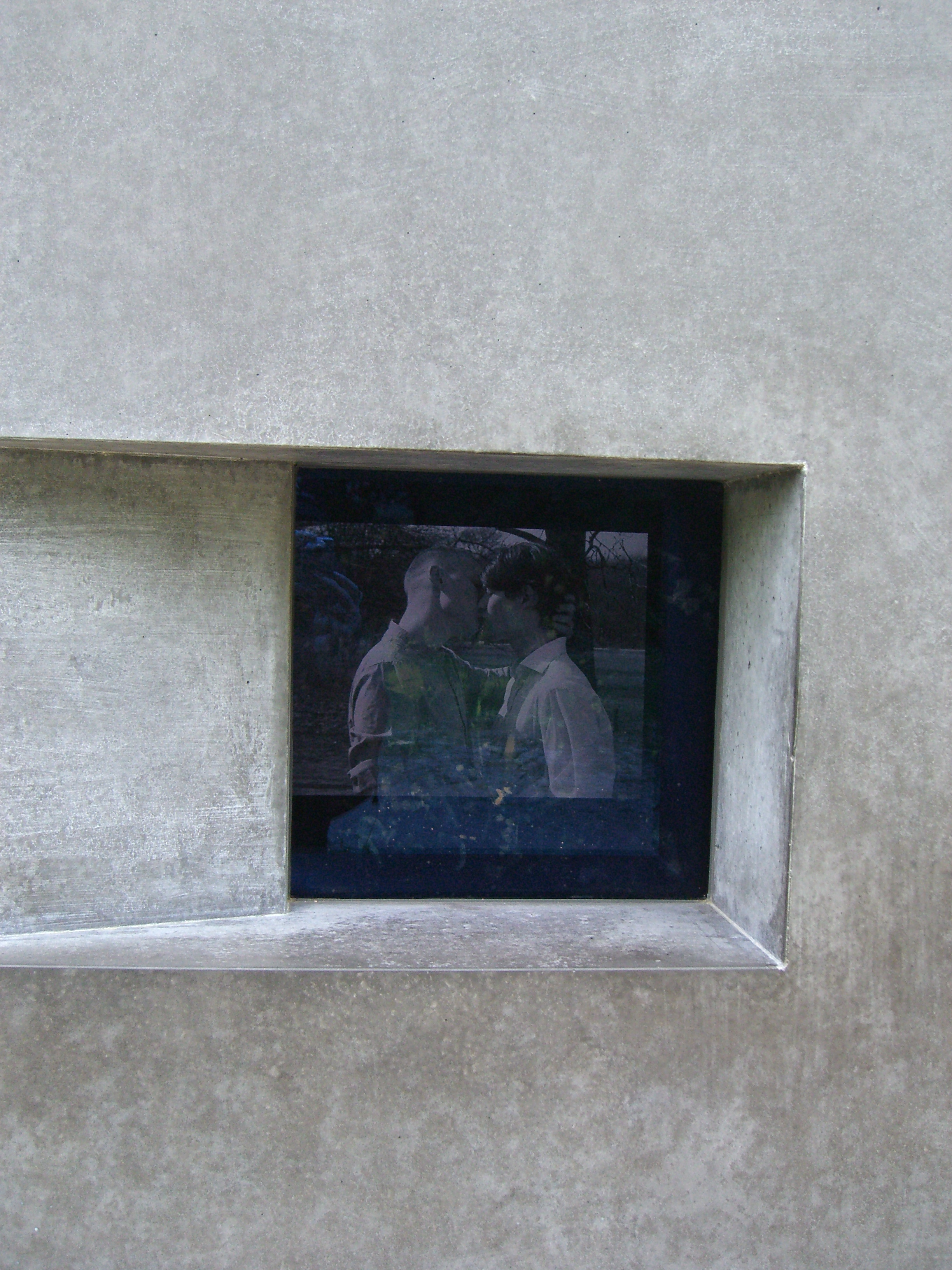
La vidéo dans le mémorial.